# Zegar wieżowy
| Górny lewy róg:  | Metropolitan Life Insurance Company Tower            |
| Dolny lewy róg:  | Wieża zegarowa Allen-Bradley (poprzedni rekordzista) |
| Środek:          | Abradż al-Bajt                                       |
| Górny prawy róg: | Zegar na wieży Pałacu Westminsterskiego              |
| Dolny prawy róg: | Zegar na wieży Spaskiej Kremla w Moskwie             |

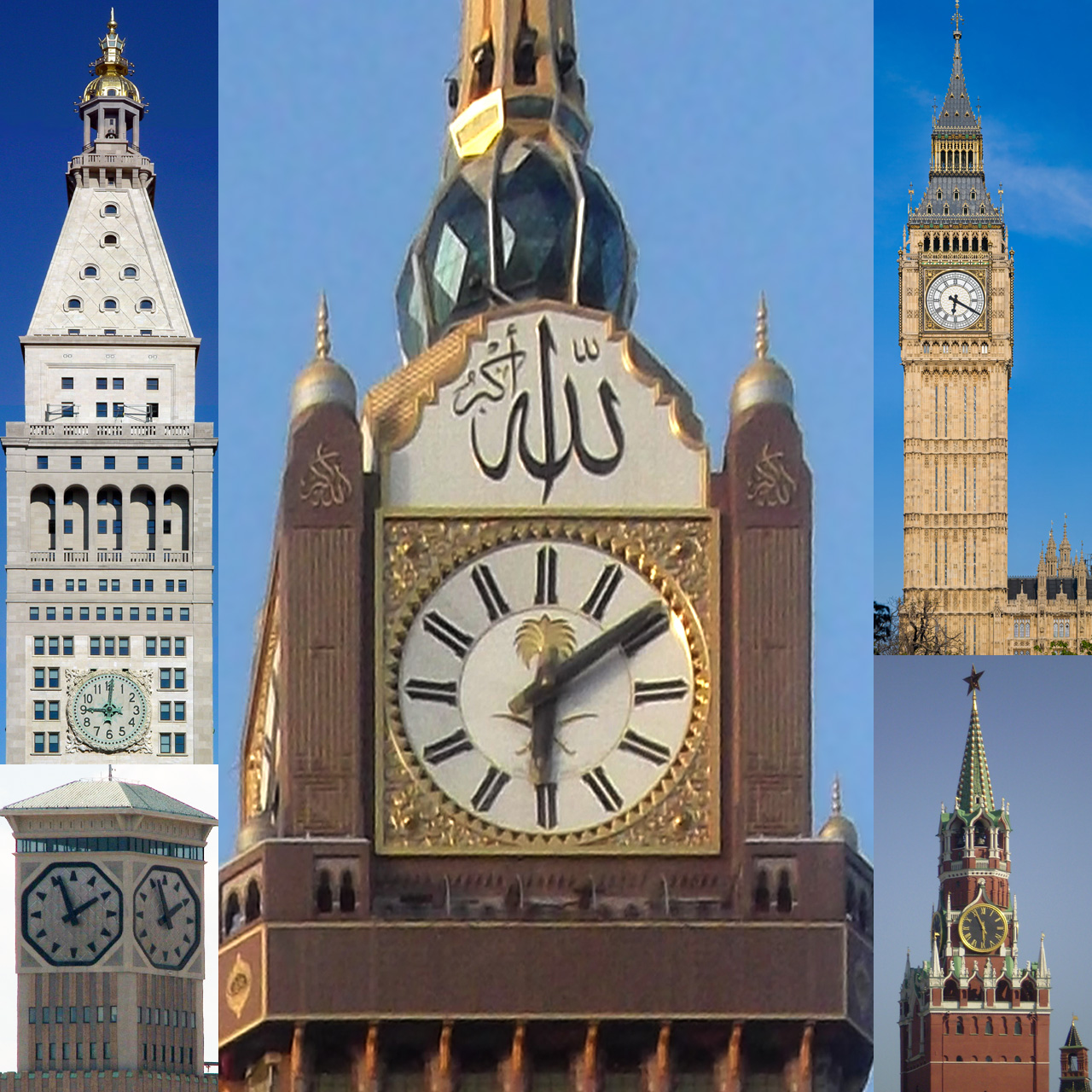
Porównanie wielkości kilku znanych zegarów wieżowych o 4 cyferblatach w tej samej skali.

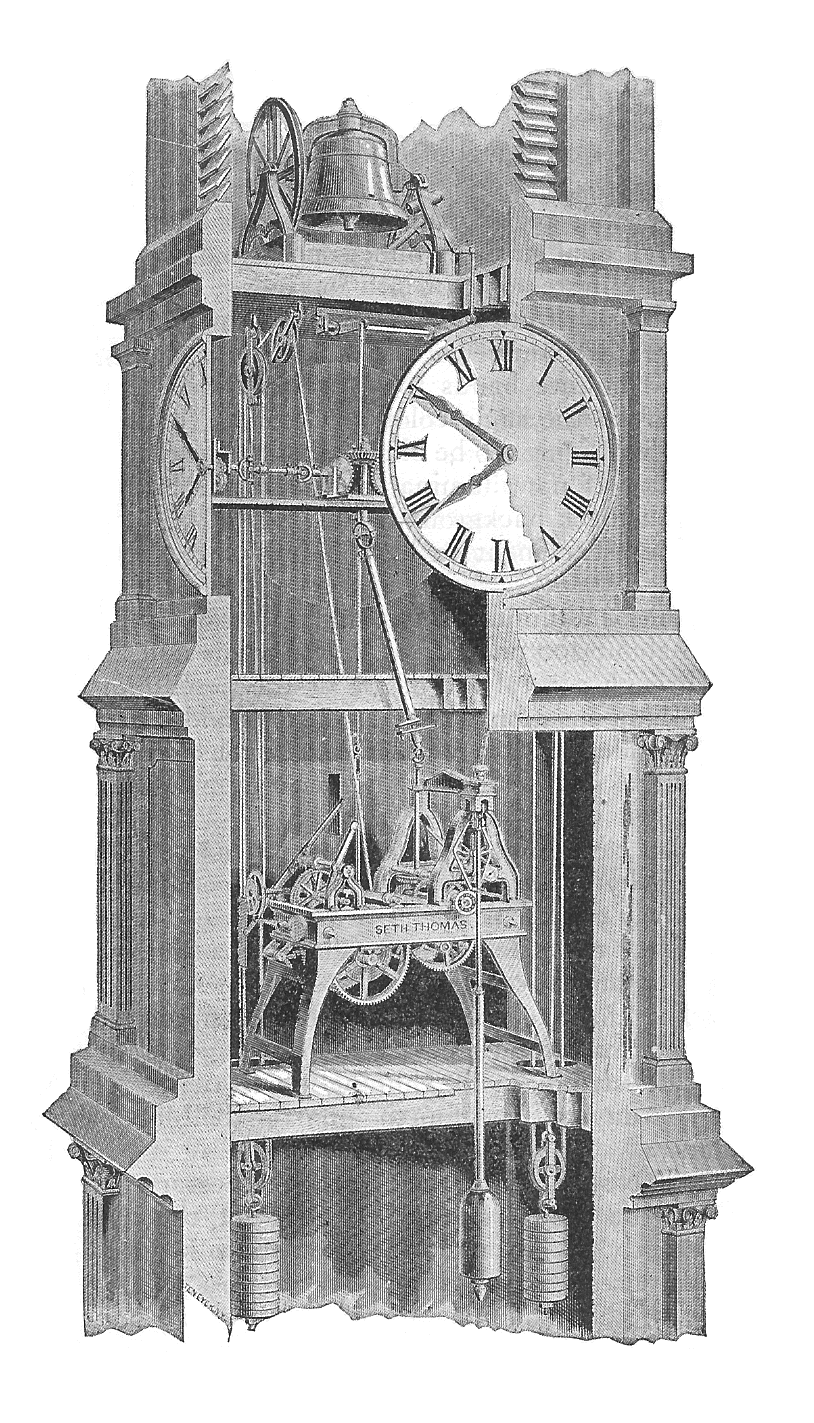
Schemat działania współczesnego zegara wieżowego

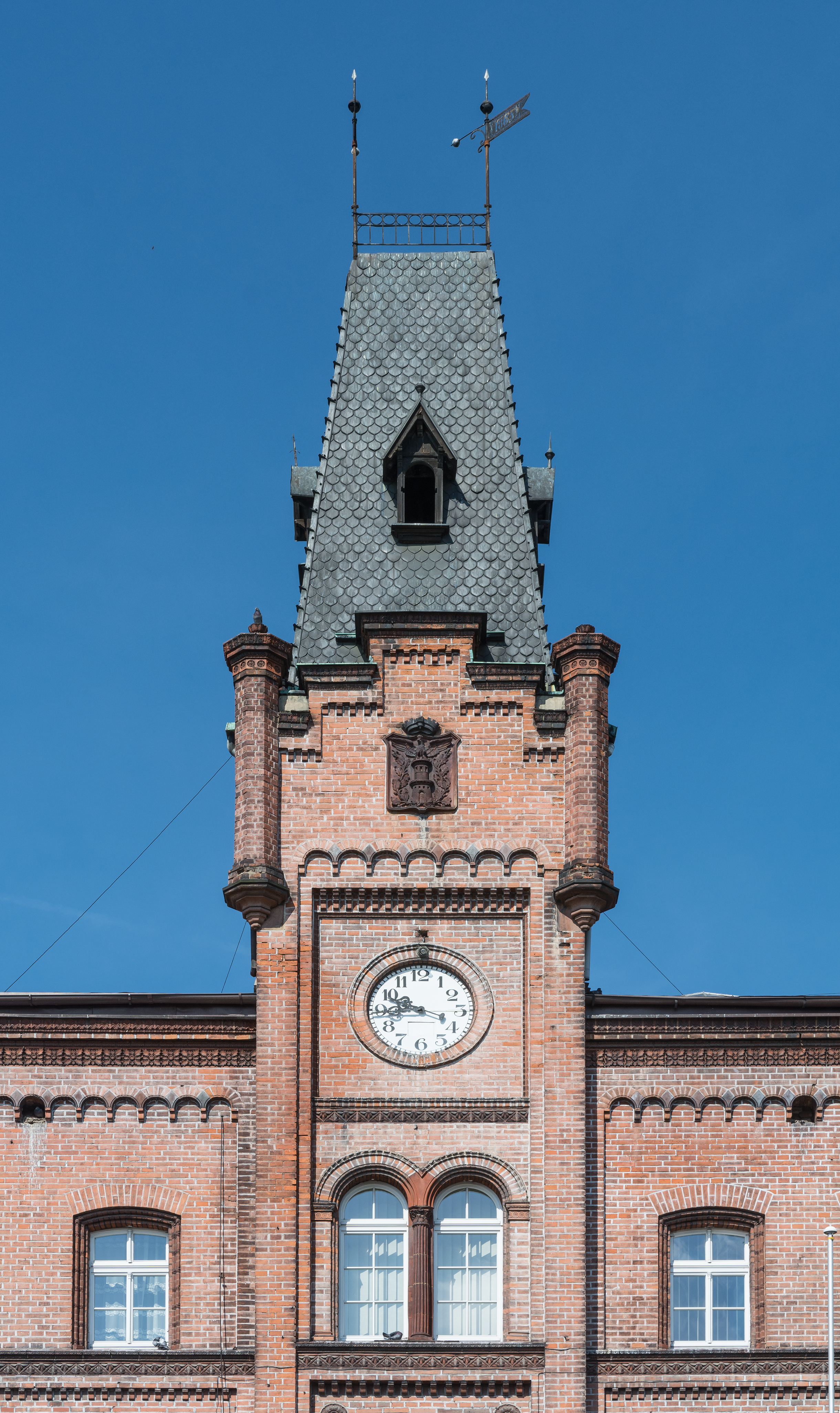
Wieża zegarowa ratusza w Niemczy

Zegar wieżowy – rodzaj dużego zegara umieszczonego w widocznym miejscu w przestrzeni publicznej w celu podawania czasu wszystkim osobom znajdującym się w jego zasięgu. Najczęściej zegary wieżowe wyposażone są w jedną lub więcej tarcz umieszczonych z czterech stron specjalnej wieży zegarowej lub wysokiego budynku użyteczności publicznej (na przykład wieży ratuszowej lub kościelnej), ale zdarzają się również egzemplarze, w których za wskaźnik upływu czasu służą sygnały dźwiękowe (na przykład dzwony lub kuranty) lub wizualne (kula czasu). 
Mianem zegara wieżowego określa się także sam mechanizm zegara umieszczonego w przestrzeni publicznej, którego tarcza może, ale nie musi, być umieszczona na wieży lub wieżyczce. Najstarszy w Polsce zegar wieżowy znajduje się w zbiorach Muzeum Uniwersytetu Jagiellońskiego. W latach 1901–1938 w Krośnie znajdowała się "Pierwsza Krajowa Fabryka Zegarów Wieżowych" której właścicielem był Michał Mięsowicz.
W Gdańsku znajduje się poświęcone podobnym konstrukcjom Muzeum Zegarów Wieżowych. 
Pod względem metody działania zegary wieżowe mogą się znacznie różnić między sobą: w przestrzeni publicznej umieszcza się zegary wodne, rtęciowe, balansowe, wahadłowe, elektryczne i cyfrowe.